# The Gates (série télévisée)
Pour les articles homonymes, voir The Gates.
The Gates est une série télévisée américaine en treize épisodes de 42 minutes, créée par Grant Scharbo et Richard Hatem et diffusée entre le 20 juin 2010 et le 19 septembre 2010 sur le réseau ABC.
Au Québec, la série est diffusée depuis le 23 mars 2011 sur Ztélé, en France, depuis le 7 avril 2012 sur TF6 et rediffusé dès le 22 août 2013 sur M6, et en Belgique, à partir du 19 août 2014 sur RTL-TVI. Elle reste inédite en Suisse.

## Synopsis
Nick Monohan, un officier de police de Chicago, se fait offrir le rôle de chef de police dans une banlieue exclusive et clôturée nommée The Gates (littéralement « les portes »). Mais ce qui semblait un lieu de résidence paradisiaque pour la famille Monohan tourne rapidement au cauchemar, car une grande partie des habitants de la ville est constituée de créatures surnaturelles de toutes sortes. Nick tentera donc de faire régner l’ordre dans la communauté, tout en protégeant sa famille des vampires, loups-garous, sorcières et succubes qui l’entourent.

## Distribution

### Acteurs principaux
- Frank Grillo (VF : Nessym Guetat) : Nick Monohan
- Marisol Nichols (VF : Nathalie Karsenti) : Sarah Monohan
- Travis Caldwell (VF : Julien Bouanich) : Charlie Monohan
- Rhona Mitra (VF : Barbara Tissier) : Claire Radcliff
- Luke Mably (VF : Frédéric Popovic) : Dylan Radcliff
- Chandra West (VF : Laurence Bréheret) : Devon Buckley
- Skyler Samuels (VF : Laëtitia Coryn) : Andie Bates
- Colton Haynes (VF : Pascal Nowak) : Brett Crezski
- Justin Miles (VF : Stéphane Fourreau) : Marcus Jordan
- Janina Gavankar (VF : Alexandra Garijo) : Leigh Turner

### Acteurs récurrents
- Victoria Gabrielle Platt (VF : Annie Milon) : Peg Mueller (10 épisodes)
- Georgia Cole (VF : Clara Quilichini) : Emily Radcliff (9 épisodes)
- McKaley Miller (VF : Lisa Caruso) : Dana Monohan (8 épisodes)
- James Preston (es) (VF : Alexandre Nguyen) : Lukas Ford (7 épisodes)
- Rachel DiPillo (VF : Sandra Valentin) : Lexie Wade (7 épisodes)
- Paul Blackthorne (VF : Arnaud Arbessier) : Christian Harper (6 épisodes)
- Brett Cullen (VF : Guy Chapellier) : Frank Buckley (6 épisodes)
- Devyn A. Tyler : Mia Mueller (6 épisodes)
- Shannon Lucio : Teresa (5 épisodes)
- Gloria Votsis : Vanessa Buckley (5 épisodes)
- Andrea Powell : Karen Crezski (5 épisodes)
- Kyle Secor (VF : Bertrand Liebert) : Thomas Bates (4 épisodes)
- Roger Cross : Coach Ross (4 épisodes)
- Linden Ashby (VF : Luc Boulad) : Ben McAllister (4 épisodes)

### Invités
- Johnny Messner : Mark Woodbury (épisode 1)
- Billy Slaughter (en) : Mr Pollack (épisode 1)
- Devon Gummersall : Chad Taylor (épisodes 2 et 5)
- Louis Herthum : Simon Ford (épisodes 2 et 8)
- Kym Jackson (en) : Gorgeous Woman (épisode 3)
- Barbara Alyn Woods (VF : Marie-Martine Bisson) : Barbara Jansen (épisodes 4 à 6)
- Melissa Ponzio : Gloria Bennett (épisode 6)
- Robert Pralgo (en) : Alex Dupree (épisode 6)
- John Prosky : Lloyd Foster (épisode 7)
- Josh Pence : Henry (épisode 7)
- Leland L. Jones (en) : Simon's Doctor (épisode 8)
- Katheryn Winnick : Kat Russo (épisode 9)
- Lori Heuring : Nancy (épisodes 10 et 11)

 Source et légende : version française (VF) sur RS Doublage

## Production
En janvier 2009, la série était parmi les nombreux scripts pilotes envisagée par ABC pour la saison 2009-2010. Ce n'est pas avant octobre 2009 que ABC a annoncé le développement de la série, qui est une coproduction internationale pour les Studios de télévision Fox à travers leur paradigme international. Un feu vert pour treize épisodes dépendait de financement international pour le projet, ce qui en fait la plus rentable pour remplacer la série de l'été.
Le casting principal a eu lieu en février 2010 avec Frank Grillo (Prison Break), Luke Mably (The Prince and Me), Janina Gavankar (The L Word) et Chandra West (90210), et en mars avec Marisol Nichols, Rhona Mitra, Victoria Platt, Justin Miles, Skyler Samuels, Travis Caldwell et Colton Haynes.
La série n'a pas été renouvelée pour une deuxième saison à la suite des audiences décevantes.

## Épisodes
| № | Titre                                       | Réalisation          | Scénario                            | Première diffusion | Audience |
| --- | ------------------------------------------- | -------------------- | ----------------------------------- | ------------------ | -------- |
| 1 | Bien plus qu’un endroit où habiter… Pilot   | Terry McDonough (en) | Richard Hatem (ar) et Grant Scharbo | 20 juin 2010       | 4,65     |
| La famille Monohan emménage dans une communauté exclusive appelée The Gates, où le père, Nick, a été embauché comme chef de police. Pendant que sa femme Sarah fait connaissance avec quelques résidentes du quartier, Nick doit enquêter au sujet d'une personne disparue, dès son premier jour au travail. Rapidement, il soupçonne que ses voisins cachent un sombre secret… Entre-temps, Dana et Charlie Monahan découvrent leur nouvelle école. Charlie s'intéresse à Andie, une camarade de classe, mais Brett, le petit ami de cette dernière, n'apprécie pas du tout la présence du nouveau venu. |                                             |                      |                                     |                    |          |
| 2 | La Vigne de l'âme What Lies Beneath         | David Barrett        | Grant Scharbo                       | 27 juin 2010       | 3,21     |
| Nick Monohan doit enquêter sur la mort violente de son prédécesseur. Pendant ce temps, sa voisine Claire Radcliff s'inquiète des répercussions de son dernier méfait. Andie, pour sa part, est troublée par l'apparition de marques étranges sur son dos. Celle-ci tente de garder ses distances avec Charlie, mais elle finit par l'inviter à faire de l'équitation avec elle. |                                             |                      |                                     |                    |          |
| 3 | Promenons-nous dans les bois Breach         | Terry McDonough      | Richard Hatem                       | 11 juillet 2010    | 3,25     |
| Nick doit enquêter sur une série de petits crimes qui frappent la communauté, à commencer par un vol à la maison McAllister. À l'extérieur de The Gates, Claire rencontre une personne issue de son passé, qui ne croit pas trop à sa vie de femme au foyer. Lukas continue de pousser Brett à se laisser aller avec le reste de la meute. |                                             |                      |                                     |                    |          |
| 4 | Le Monstre à l’intérieur The Monster Within | Paul A. Edwards (ru) | Gabrielle Stanton                   | 18 juillet 2010    | 2,97     |
| On surveille de plus près Brett et la meute, à la suite de la disparition d'un chasseur. Nick et Dylan mettent de côté leurs divergences lors de la danse père-fille, et le vampire devient pour le chef de police un allié inattendu. Charlie et Andie se rapprochent l'un de l'autre, mais un secret exposé menace leur relation naissante. |                                             |                      |                                     |                    |          |
| 5 | Veiller sur son voisin… Repercussions       | David Solomon        | Scott Nimerfro                      | 25 juillet 2010    | 2,89     |
| Nick doit s'efforcer d'accepter la réalité effrayante qu'est l'existence des vampires – et leur présence active dans sa communauté. Entre-temps, Marcus fait lui aussi une découverte surprenante. Charlie, conscient du danger, est prêt à tout risquer pour être avec Andie. |                                             |                      |                                     |                    |          |
| 6 | La Porte rouge Jurisdiction                 | David Grossman       | Jared Romero                        | 1er août 2010      | 2,83     |
| Quand un résident de The Gates est tué par un vampire, Nick demande à Dylan de l'aider à trouver le tueur. Claire, pour sa part, a du mal à rompre son entente avec Christian. Andie expose ceux qui l'entourent à un grand danger quand elle tente de maîtriser ses symptômes sans prendre ses médicaments. |                                             |                      |                                     |                    |          |
| 7 | Les Yeux du loup Digging the Dirt           | Fred Gerber (en)     | Robert Hewitt Wolfe (en)            | 8 août 2010        | 2,62     |
| Pendant que Nick et Dylan se liguent contre un ennemi commun, Brett et Charlie se disputent l'attention Andie. Devon, pour sa part, semble chercher l'âme sœur sur Internet, mais ses motivations sont douteuses. |                                             |                      |                                     |                    |          |
| 8 | La Morsure de l'aube Dog Eat Dog            | David Barrett        | Gabrielle Stanton                   | 15 août 2010       | 2,59     |
| Alors qu'un conflit se déclenche entre loups-garous et vampires, Nick tente de maintenir la paix et Andie tend la main à Brett. Peg refuse d'apprendre la sorcellerie à Mia, donc cette dernière se tourne vers Devon. Christian menace de révéler la nature de ses liens avec Claire ; celle-ci doit donc prendre une décision à son sujet. |                                             |                      |                                     |                    |          |
| 9 | L'Herbe du diable Identity Crisis           | Steve Miner          | Scott Nimerfro                      | 22 août 2010       | 2,82     |
| Un agent du FBI recherche un criminel qui pourrait avoir trouvé refuge à The Gates. Nick doit donc collaborer avec lui, tout en essayant de préserver les secrets de la communauté. Andie s'affaiblit de jour en jour, tandis que Charlie s'intéresse à quelqu'un d'autre. Dylan et Claire, de leur côté, tentent de réparer leur relation de couple. |                                             |                      |                                     |                    |          |
| 10 | Un pieu dans le cœur Little Girl Lost       | Steve Shill (en)     | Robert Hewitt Wolfe                 | 5 septembre 2010   | 2,68     |
| Dylan et Claire demandent l'aide de Nick quand Emily est kidnappée. Pendant son enquête, Nick fait d'horribles découvertes au sujet du passé de ses voisins les vampires… et Sarah, qui se sent exclue, lui demande de la tenir au courant de ses découvertes. Andie tente de raviver sa relation avec Charlie, et ce dernier constate que certaines personnes de son entourage ne sont pas des humains. |                                             |                      |                                     |                    |          |
| 11 | Esprit vengeur Surfacing                    | Holly Dale           | Grant Scharbo                       | 12 septembre 2010  | 2,09     |
| 12 | Le Poison Bad Moon Rising                   | Arthur Albert (en)   | Richard Hatem et Jared Romero       | 19 septembre 2010  | 2,84     |
| 13 | Course contre la mort Moving Day            | Fred Gerber          | Grant Scharbo et Gabrielle Stanton  | 19 septembre 2010  | 2,84     |